# Berg (Alsó-Ausztria)
Berg osztrák község Alsó-Ausztria Bruck an der Leitha-i járásában. 2022 januárjában 956 lakosa volt. 

## Elhelyezkedése

Berg a Bruck an der Leitha-i járásban

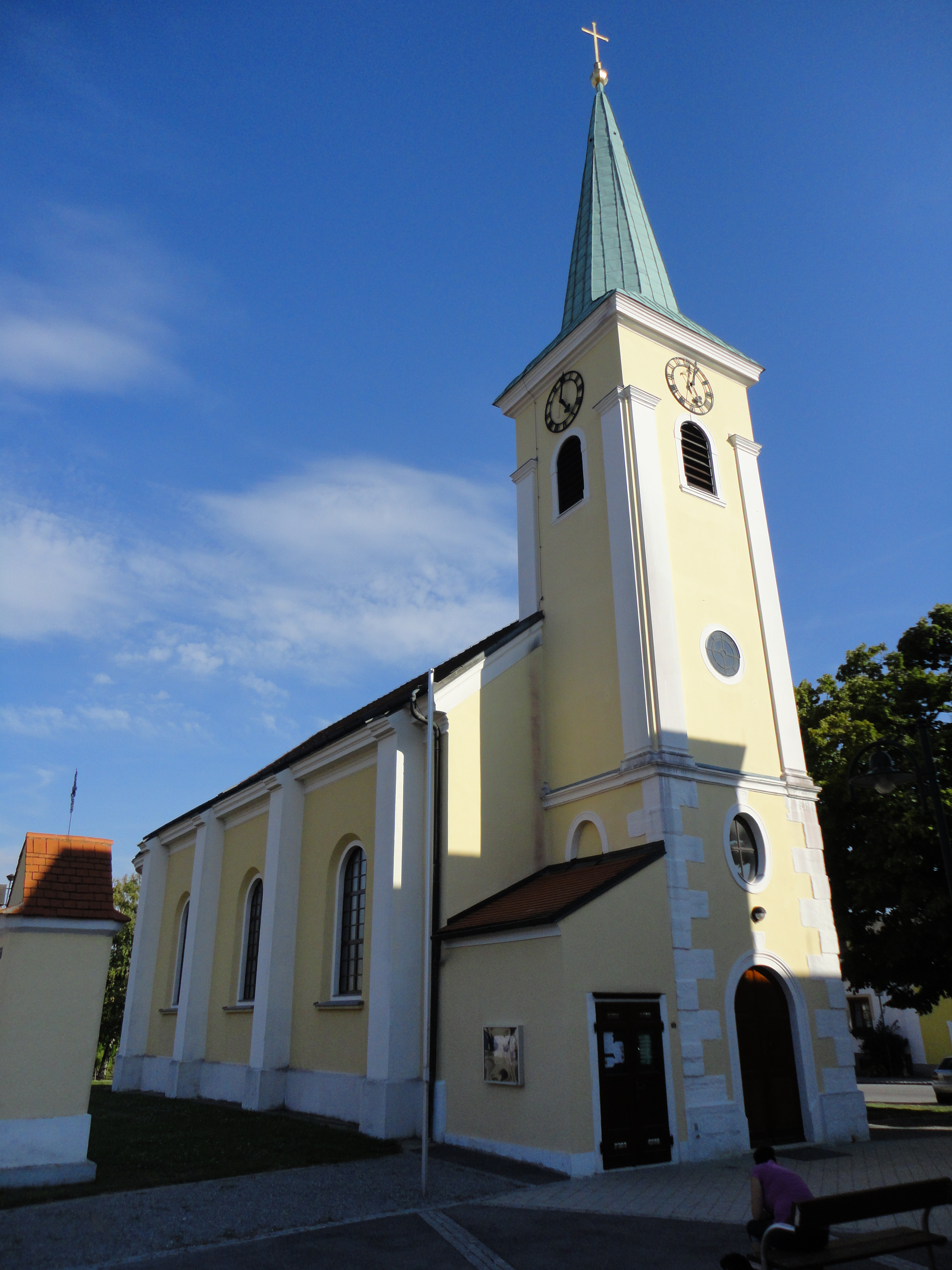
A Szt. Anna-plébániatemplom

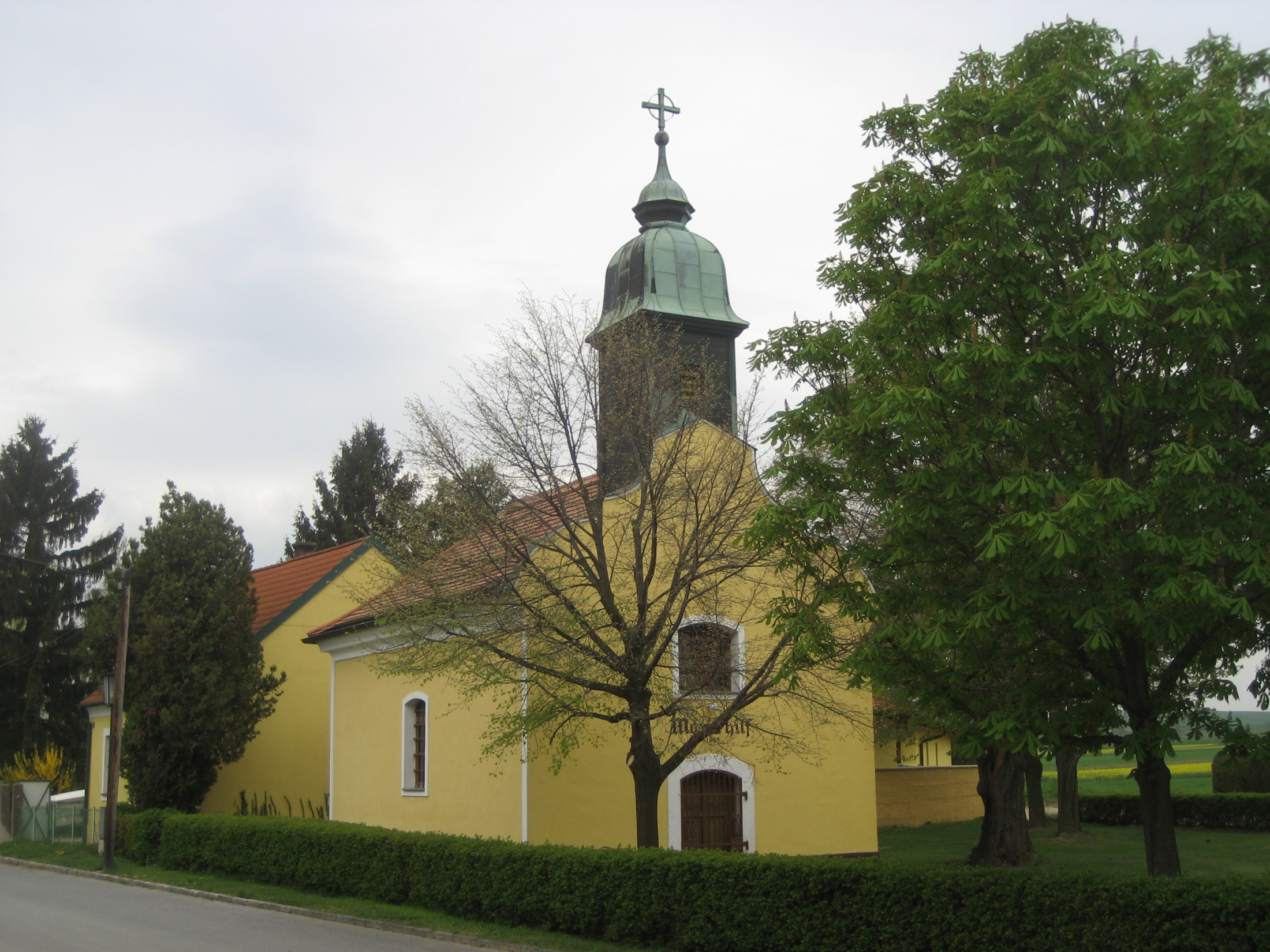
A Szűz Mária-kápolna

Berg a tartomány Industrieviertel régiójában fekszik, a Hainburgi-hegység szélén, közvetlenül Szlovákia fővárosa, Pozsony mellett. Legmagasabb pontja a Königswarte (344 m). Területének 16,9%-a erdő, 69,3% áll mezőgazdasági művelés alatt. Az önkormányzathoz egyetlen település tartozik. 
A környező önkormányzatok: délre Köpcsény (Burgenland), nyugatra Nemesvölgy (Burgenland), északra Wolfsthal, keletre Pozsony Pozsonyligetfalu városrésze. 

## Története
Berget 862-ben említik először. A határmenti települést a történelem folyamán többször megszállták vagy kifosztották (elsősorban a magyarok és a törökök). 
1914-ben megépült a Bécs-Pozsony vasútvonal, amelynek Bergben is volt megállója (1946 óta a vasút csak a szomszédos Wolfsthalig jár). 
1942-ben Berget Engerauhoz (Pozsonyligetfalu, amelyet a náci Németország az első bécsi döntéssel 1938-ban annektált) csatolták. Ugyanebben az évben egy könnyűfémüzemet létesítettek, amely repülőgépalkatrészeket és töltényhüvelyeket gyártott.  A gyárban 1944-ben már 1600-2000-en dolgoztak (a tervek szerint hatezerig ment volna fel a létszám), akik közül sok kényszermunkás volt. A szovjet hadsereg 1945. április 4-én szállta meg Berget, az üzemet a megszálló hatóságok üzemeltették tovább, majd felszereléseit Jugoszlávia kapta háborús kárpótlásként. 
1972-ben Berg és Wolfsthal egyesült, de 1997-ben ismét szétváltak. 

## Lakosság
A bergi önkormányzat területén 2022 januárjában 956 fő élt. A lakosságszám 1981 óta gyarapodó tendenciát mutat; a határok 2007-es megnyitása óta sok szlovák költözik Bergbe, akiket Pozsony közelsége vonz. 2020-ban az ittlakók 60,3%-a volt osztrák állampolgár; a külföldiek közül 1,2% a régi (2004 előtti), 35,3% az új EU-tagállamokból érkezett. 1,9% az egykori Jugoszlávia (Szlovénia és Horvátország nélkül) vagy Törökország, 1,2% egyéb országok polgára volt. 2001-ben a lakosok 84,1%-a római katolikusnak, 3,1% evangélikusnak, 3,1% mohamedánnak, 7,6% pedig felekezeten kívülinek vallotta magát. Ugyanekkor még a legnagyobb nemzetiségi csoportot a németek (94,4%) mellett a horvátok alkották 0,9%-kal (azóta a szlovákok a lakosság harmadát teszik ki).
A népesség változása:

| 2016 | 867 |
| 2018 | 861 |

## Látnivalók
- a Szt. Anna-plébániatemplom
- a Szűz Mária-kápolna

## Fordítás
- Ez a szócikk részben vagy egészben  a   Berg (Niederösterreich) című német Wikipédia-szócikk ezen változatának fordításán alapul.  Az eredeti cikk szerkesztőit annak laptörténete sorolja fel. Ez a jelzés csupán a megfogalmazás eredetét és a szerzői jogokat jelzi, nem szolgál a cikkben szereplő információk forrásmegjelöléseként.